# (336392) Changhua
(336392) Changhua est un astéroïde de la ceinture principale.

## Description
(336392) Changhua est un astéroïde de la ceinture principale. Il fut découvert le 23 octobre 2008 à l'Observatoire de Lulin par Hsiao Xiang-Yao et Ye Quan-Zhi. Il présente une orbite caractérisée par un demi-grand axe de 2,66 UA, une excentricité de 0,15 et une inclinaison de 3,5° par rapport à l'écliptique.

## Compléments